# أوان الورد (مسلسل)
هو مسلسل قامت يسرا و هشام عبد الحميد ببطولته في عام 2000 و صاحبه جدل واسع حيث تطرق للعلاقة و الزواج بين الفتاة المسلمة (يسرا) لاب مسلم وام مسيحية (سميحة أيوب)و الشاب المسلم (هشام عبد الحميد)ثم زواجهما و قصة بنتهما التي أخطتفها أحد المتهمين السابقين في أحدي القضايا التي كان يحقق بها الزوج... و عارضت حينها الكنيسة القبطية هذا العمل باعتباره دعوة لزواج الفتيات المسيحيات بمسلمين .

## فريق العمل
- يسرا
- هشام عبد الحميد
- ألفت إمام
- سميحة أيوب
- فريد النقراشي.[2]